# Wohn- und Wirtschaftsgebäude Kuhstedtermoor 43

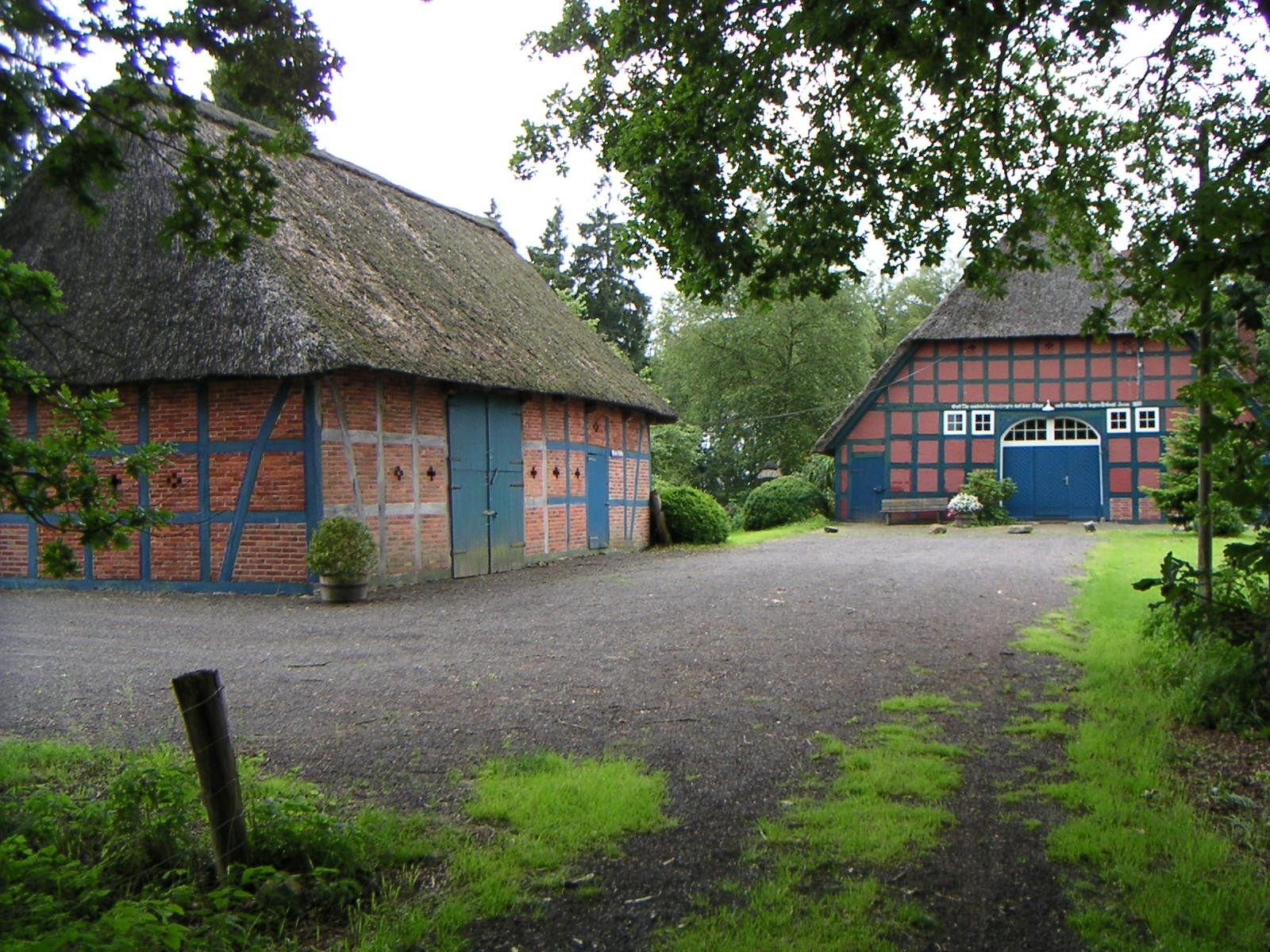
Hofanlage von Osten (2004)

Das Wohn- und Wirtschaftsgebäude Kuhstedtermoor 43 in der niedersächsischen Gemeinde Gnarrenburg, Ortsteil Kuhstedtermoor, wurde in der Mitte des 19. Jahrhunderts gebaut. Aktuell (2025) wird es zum Wohnen und wohl gewerblich genutzt.
Das Gebäude steht unter Denkmalschutz (siehe auch Liste der Baudenkmale in Gnarrenburg).

## Geschichte und Beschreibung
Kuhstedtermoor wurde 1850 als letzte Moorkolonie im Umkreis von Gnarrenburg, in einem Teil der Nachbarortschaft Kuhstedt, gegründet.
Diese Hofanlage an einem Stichweg der Moorhufensiedlung besteht aus
- dem eingeschossigen giebelständigen Wohn- und Wirtschaftsgebäude von 1850 (Inschrift) als Zweiständer-Hallenhaus in Fachwerk mit Steinausfachungen, reetgedecktem Krüppelwalmdach, Uhlenloch und Grooter Door mit Korbbogen,[2]
- der giebelständigen Scheune von um 1850 in Fachwerk mit Steinausfachungen, reetgedecktem Walmdach, Uhlenloch und Quereinfahrt; sie wurde auch als Stall genutzt.[3]

Das Landesdenkmalamt befand u. a.: „… eine typische Anlage einer Moorhufensiedlung ….“